# Мунтали, Кристофер
Кристофер Мунтали (англ. Christopher Munthali; 2 февраля 1991, Лусака) — замбийский футболист, защитник клуба «Нкана» и сборной Замбии.

## Карьера

### Клубная карьера
Мунтали начал карьеру в клубе «Конкола Блэйдз» в 2010 году. В следующем сезоне защитник перешёл в «Пауэр Дайнамоз» и сразу же стал чемпионом Замбии.
Перед началом сезона 2013 года Кристофер был отдан в аренду сроком на два года в «Нкану», в составе которой вновь выиграл чемпионат Замбии и участвовал в играх Лиги чемпионов КАФ 2014. В начале 2015 года Кристофер возвратился в «Пауэр Дайнамоз».

### Карьера в сборной
Кристофер 14 июля 2013 года дебютировал в составе сборной Замбии в четвертьфинале Кубка КОСАФА со сборной Мозамбика. Замбийцы стали победителями турнира, а Мунтали принял участие в финальной встрече со сборной Зимбабве.
В товарищеской встрече со сборной Судана защитник отметился первым забитым мячом в составе национальной команды.
24 декабря 2014 года замбиец был включён в предварительный состав сборной для участия в Кубке африканских наций 2015. 7 января 2015 года Мунтали попал в окончательную заявку на турнир. В Экваториальной Гвинее Кристофер принял участие во всех трёх матчах группового этапа, после окончания которого его команда покинула турнир.

## Достижения
Пауэр Дайнамоз
- Чемпион Замбии (1): 2011

 Нкана
- Чемпион Замбии (1): 2013

 Сборная Замбии
- Победитель Кубка КОСАФА (1): 2013